# Герыня (село)
Герыня (укр. Гериня) — село в Долинской городской общине Калушского района Ивано-Франковской области Украины.
Население по переписи 2001 года составляло 1278 человек. Занимает площадь 56,5 км². Почтовый индекс — 77521. Телефонный код — 3477.